# Dioxigén-difluorid
A dioxigén-difluorid a fluor és oxigén egyik vegyülete, képlete O2F2. Narancssárga szilárd anyag formájában létezik, mely −163 °C hőmérsékleten megolvadva vörös folyadékká alakul. Rendkívül erős oxidálószer, és már −160 °C-on is naponta 4%-a fluorra és oxigénre bomlik; élettartama szobahőmérsékleten rendkívül rövid. Szinte minden anyaggal reagál, mellyel érintkezésbe kerül – még a vízjéggel is.
Gyakorlati alkalmazása nincs, de elméleti szempontból jelentős volt. Egyik laboratórium felhasználása plutónium-hexafluoridnak példátlanul alacsony hőmérsékleten történő szintézise volt, melynek jelentőségét az adta, hogy a korábbi módszerek olyan magas hőmérsékletet igényeltek, amelyen a plutónium-hexafluorid gyorsan elbomlott.

## Előállítása
Előállítható úgy, ha kisnyomású (optimálisan 7–17 mmHg)  fluor- és oxigéngáz 1:1 arányú keverékét 25–30 mA erősségű, 2,1–2,4 kV-os elektromos kisülésnek teszik ki.
Otto Ruff is hasonló módszert használt 1933-ban a vegyület első szintéziséhez. Egy másik eljárás szerint O2 és F2 keverékét rozsdamentes acél tartályban −196 °C-ra hűtik, majd az elemeket több órán át 3 MeV-os fékezési sugárzásnak teszik ki. Egy harmadik eljárásban fluor és oxigén keverékét 700 °C-ra hevítik, majd folyékony oxigénnel gyorsan lehűtik. Mindegyik szintetikus módszer az alábbi egyenlettel írható le:
O2 + F2 →  O2F2
Az ózon-difluorid hőbomlása során is keletkezik:
O3F2 → O2F2 + ½ O2

## Szerkezete és tulajdonságai
Az oxigén oxidációs száma a legtöbb vegyületben −2, ám az O2F2 molekulában oxidációs száma az igen ritka +1-es érték.
A molekula szerkezete – nagy, közelítőleg  90°-os diéderes szöge és C2 szimmetriája miatt – a hidrogén-peroxidra (H2O2) emlékeztet. Ez a geometria összhangban van a VETE elmélet által jósolttal.
A molekula kötésrendszere sok találgatásra adott okot, különösen a nagyon rövid O−O és hosszú O−F kötéstávolságok miatt. Az O−O kötéstávolság 2 pm-en belül egyezik a dioxigénben (O2) található O=O kettős kötés 120,7 pm-es értékével. Több kötésrendszert is javasoltak ennek leírására, köztük O−O hármas kötést olyan destabilizált O–F egyszeres kötésekkel, melyek a fluoratomok magányos elektronpárjai és az O−O kötés π-pályái között fellépő taszítás hatására megnyúltak. A fluormolekulában levő hosszú és gyenge kovalens kötésért is a fluor nemkötő elektronpárjai által keltett taszítás felelős. Számítógépes kémiai eredmények szerint a dioxigén-difluoridban az O−O kötés körüli elfordulás energiagátja rendkívül magas, 81,17 kJ/mol (a hidrogén-peroxidban 29,45 kJ/mol), ami közel van az O−F kötés 81,59 kJ/mol-os disszociációs energiájához.
A dioxigén-difluoridban a 19F NMR kémiai eltolódása 865 ppm, messze a legnagyobb érték az összes fluorvegyület közül, ami megerősíti ennek a vegyületnek a különleges elektronszerkezeti sajátságait. Instabilitása ellenére a vegyület termokémiai adatai ismertek.

## Reakciókészsége
Könnyen oxigénre és fluorra bomlik. Már −160 °C hőmérsékleten naponta 4%-a elbomlik az alábbi egyenlet szerint:
O2F2 →  O2 + F2
Másik fő tulajdonsága rendkívüli oxidáló ereje, noha minden reakcióját −100 °C körüli hőmérsékleten hajtják végre. Több, ezen vegyülettel végzett kísérletsorozat is tűzeseteket vagy robbanásokat okozott. Néhány vegyület, mely O2F2-vel heves reakcióba lépett: etil-alkohol, metán, ammónia, sőt még a jég is.
Bór-trifluoriddal (BF3) és foszfor-pentafluoriddal (PF5) a megfelelő dioxigenil sót adja:
2 O2F2 + 2 PF5 →  2 [O2]+[PF6]− + F2

## Fordítás
Ez a szócikk részben vagy egészben  a   Dioxygen difluoride című angol Wikipédia-szócikk ezen változatának fordításán alapul.  Az eredeti cikk szerkesztőit annak laptörténete sorolja fel. Ez a jelzés csupán a megfogalmazás eredetét és a szerzői jogokat jelzi, nem szolgál a cikkben szereplő információk forrásmegjelöléseként.

## További olvasnivalók
- Perfluoroperoxide in Linstrom, P.J.; Mallard, W.G. (eds.) NIST Chemistry WebBook, NIST Standard Reference Database Number 69. National Institute of Standards and Technology, Gaithersburg MD. http://webbook.nist.gov (angolul)
- D. Lowe: Things I Won't Work With: Dioxygen Difluoride. In the Pipeline. [2011. július 8-i dátummal az eredetiből archiválva]. (Hozzáférés: 2011. június 4.) (angolul)